# Baraja alemana
La llamada baraja alemana consiste en un mazo de 36 naipes o cartas, clasificadas en cuatro palos y cada uno con 5 cartas numeradas del 6 al 10, seguidas por cuatro figuras llamadas Unter o Bauer (inferior o campesino), Ober o Dame (superior o dama), König (rey) y Daus o Ass (dos o as). Los cuatro palos son: Schellen (campanas), Gras o Grün o Laub (hojas, verde o follaje), Herz o Rot (corazones o rojos) y Eichel (bellotas). Se considera que los corazones representan a la Iglesia, las campanas a la nobleza (por su «afición» a la cetrería), las hojas a la burguesía, los comerciantes y las clases medias, y las bellotas a los siervos, campesinos, y las clases bajas. La práctica de la caza, muy extendida entre las clases más favorecidas durante la Edad Media, fue la principal fuente de inspiración para los pintores naiperos que realizaron las primeras barajas conocidas en Alemania.
|           |        |            |           |
|           |        |            |           |
| Campanas. | Hojas. | Corazones. | Bellotas. |

## Origen
El origen de la baraja alemana no está claro, pero se especula que a mediados del siglo XIV con la aparición de las primeras barajas españolas, que fueron traídas de Oriente por los árabes. Se hicieron unas primeras modificaciones a estas, para dar luego origen a la baraja alemana.

## Barajas derivadas
La baraja alemana dio origen a varias barajas:
- La baraja francesa: se considera como una adaptación de los símbolos alemanes: Las bellotas y las hojas se habrían convertido en tréboles y picas, respectivamente, mientras que los corazones se habrían mantenido y las campanas habrían sido sustituidos por diamantes, que sería la aportación original de Francia a los símbolos de los palos de sus naipes.[2] A su vez, la baraja francesa daría origen a la baraja inglesa.[3] A diferencia de la baraja alemana, las barajas framcesa e inglesa tendrían 52 naipes.

| | |
| | |
| Baraja Inglesa, organizadas del 2 al As, y de arriba hacia abajo por "Picas"; "Corazones"; "Tréboles" y "Diamantes". | Baraja Francesa, que a diferencia de la Inglesa, la "J"; la "Q"; la "K" y la "A", se reemplazan por la "V"; la "D"; la "R" y el "1", respectivamente. |

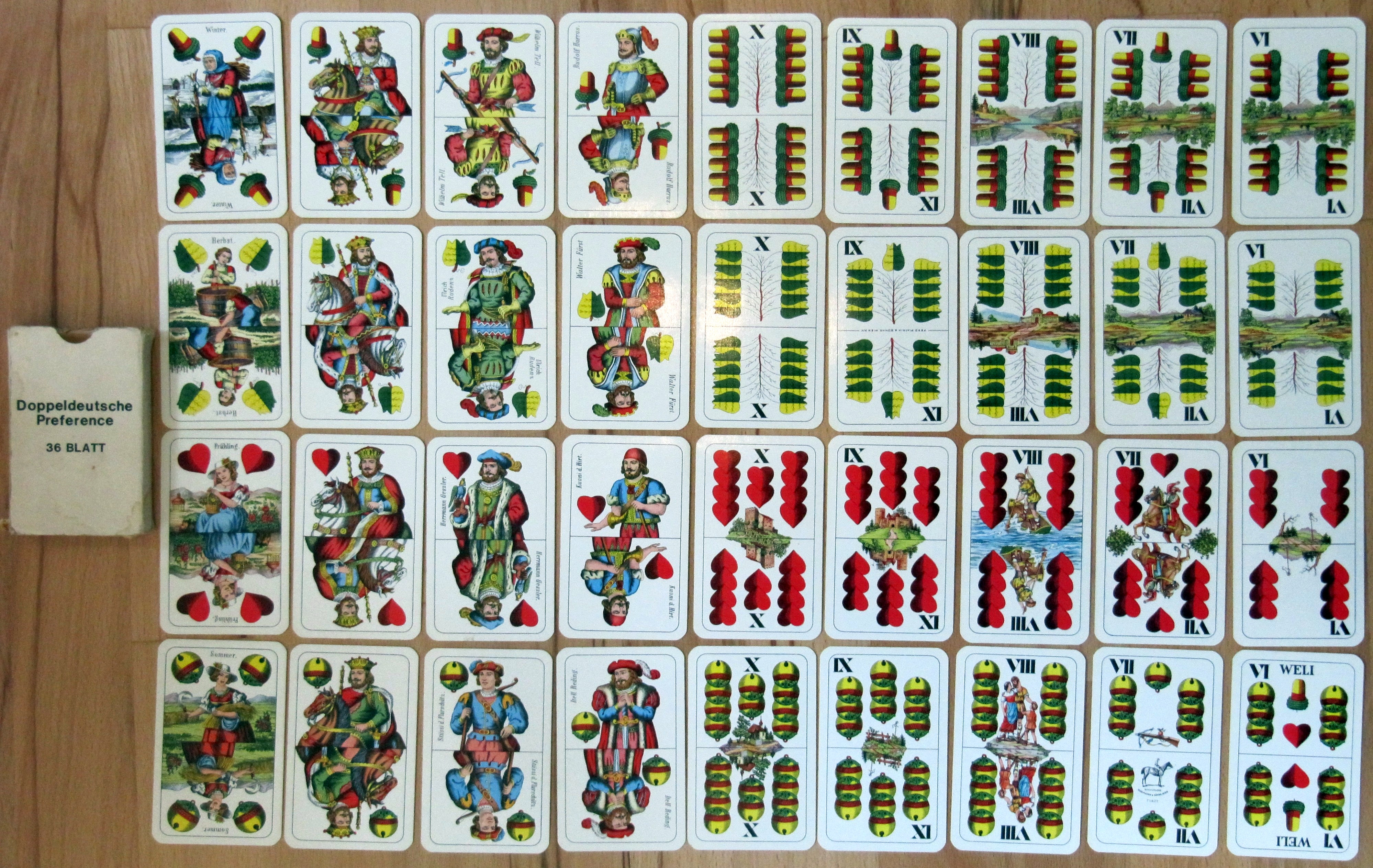
Baraja Húngara o Alemana doble.

- La baraja húngara o alemana doble: es muy similar a la alemana, pero a diferencia de esta, las cartas Unter y Ober llevan una personalidad (distinta en cada palo), el As se llama Daus y está representado en cada palo por una Estación del año:
  - Corazones
    - Unter: Werner Stauffacher
    - Ober: Hermann Gessler
    - Daus: Frühling (Primavera)

  - Campanas
    - Unter: Arnold von Melchtal
    - Ober: Stüssi der Flurschütz
    - Daus: Sommer (Verano)

  - Hojas
    - Unter: Walter Fürst
    - Ober: Ulrich Rudenz
    - Daus: Herbst (Otoño)

  - Bellotas
    - Unter: Rudolf Harras
    - Ober: Wilhelm Tell
    - Daus: Winter (Invierno)

- La baraja alemana nórdica: es la derivación más extensa de la baraja alemana, con un mazo de 60 naipes, 62 naipes incluyendo a los comodines. Surgida de una mezcla de barajas (alemana, francesa y húngara), con los mismos palos que la alemana. Las cartas están numeradas del 1 al 10, seguidas por un Unter (inferior), un Ober (superior), un König (rey), un Jahreszeit (estación del año), y un Elemente (uno de los 4 elementos). En esta baraja las cartas Unter y Ober no llevan una personalidad, pero se conserva la estación del año y se le adjunta un elemento:
  - Corazones
    - Jahreszeit: Frühling (Primavera)
    - Elemente: Erde (Tierra)

  - Campanas
    - Jahreszeit: Sommer (Verano)
    - Elemente: Feuer (Fuego)

  - Hojas
    - Jahreszeit: Herbst (Otoño)
    - Elemente: Luft (Aire)

  - Bellotas
    - Jahreszeit: Winter (Invierno)
    - Elemente: Wasser (Agua)

Cada naipe del mazo lleva dos números seleccionados al azar, que se utilizarán para juegos como el «Doppelkrieg».
- La baraja germano-francesa: es una mezcla entre las mencionadas, con la cantidad y nombre de las cartas igual que la baraja alemana, excepto por los Unter y Ober que se reemplazan por los Bube (Valet) y Dame (Señora), y los palos igual que la baraja francesa. Los Tréboles y Corazones conservan su color (Negro y Rojo, respectivamente), mientras que las Picas y Diamantes cambian su color a verde y amarillo, respectivamente.

|           |            |        |            |
|           |            |        |            |
| Tréboles. | Corazones. | Picas. | Diamantes. |

- La baraja germano-suiza: es otra derivación de la baraja alemana, donde los corazones y las hojas se habrían convertido en rosas y escudos, respectivamente, mientras que las campanas y las bellotas se habrían mantenido. El 10 es reemplazado por el naipe «Banner».[4]

|        |          |           |           |
|        |          |           |           |
| Rosas. | Escudos. | Campanas. | Bellotas. |